# Synagoga w Brzeszczach
Synagoga w Brzeszczach – prywatny dom modlitwy znajdujący się w Brzeszczach przy ulicy Tadeusza Kościuszki.
Synagoga została zbudowana w 1934 roku przez Jakuba Findera, jako dobudówka ich rodzinnego domu. Modlili się tam wyłącznie przedstawiciele rodziny Finderów, którzy przyjeżdżali do niej na każdy szabat. 
W czasie II wojny światowej majątkiem rodziny Finderów administrował Niemiec, Józef Schubert. 
Po zakończeniu wojny Henryk Finder, jedyny ocalały z rodziny Finderów przekazał dom wraz z bożnicą zaprzyjaźnionej rodzinie. W latach 90. XX wieku ulokowano w nim sklep, który po kilku latach działalności zbankrutował. 
Od sierpnia 2009 roku prowadzone były prace remontowe budynku; do listopada 2009 został ocieplony oraz otynkowany na kolor biały. Współcześnie pełni funkcję siedziby firmy handlowej.